# Natura 2000-område nr. 53 Sepstrup Sande, Vrads Sande, Velling Skov og Palsgård Skov
Natura 2000-område nr. 53 Sepstrup Sande, Vrads Sande, Velling Skov og Palsgård Skov er et EU-habitatområde (H49), der har et areal på i alt 5.572 hektar, hvoraf 1537 ha er statsejet. Området rummer også fuglebeskyttelsesområde nr. F34.
Natura 2000-området ligger ved israndslinjen fra sidste istid; Mod nord og vest er landskabet domineret af smeltevandssletter, mens det mod øst består af kraftigt kuperet morænelandskab og tunneldale. Det indeholder
enestående naturværdier med mange sjældne arter og naturtyper, bl.a. forskellige typer af hede samt indlandsklitter og enekrat. Heder og klitter findes især ved Kolpendal Hede, Sepstrup Sande og Vrads Sande i den nordlige del,
og Kongsø Hede længere mod syd. I landskabet forekommer mange lavninger med hængesæk af tørvemosser, og særligt i Palsgård Skov findes flere forekomster af intakte og delvis nedbrudte højmoser, heraf flere skovbevoksede.
Knap 2/3 af arealet er dækket med skov eller plantage. Palsgård Skov rummer både løv- og nåleskov. Området rummer store arealer (>150 ha) med skovnaturtypen
Bøg på mor med Kristtorn, mens de andre
skovnaturtyper på udpegningsgrundlaget forekommer i mindre omfang.
De bøgedominerede skovnaturtyper findes primært i Velling Skov, hvor store
dele udlagt som naturskov. Nåletræsplantager som Skærbæk, Snabegård og Kongsø Plantager
I de udstrakte væld- og kærområder i den nordlige del, særligt i Ansø Enge, udspringer en række mindre vandløb, der samles og bliver til Salten Å (habitatområde 48, Natura 2000-område nr. 52). I den sydlige del findes flere
større søer, heraf mange klarvandede, kalk- og næringsfattig søer (lobeliesøer), bl.a. Hampen Sø og de fredede Tingdalsøer ved Kongsø Hede.
I den sydøstlige del af området strækker sig et kuperet ådalslandskab med to næringsrige søer:
Halle Sø og Stigsholm Sø, som er en del af vandløbssystemet. I tilknytning til ådalssystemet findes arealer med surt overdrev, rigkær og hængesæk.

## Fuglebeskyttelsesområder
Udpegningsgrundlag for Fuglebeskyttelsesområde nr. 34
- Hvepsevåge (Y)
- Stor hornugle (Y)
- Natravn (Y)
- Isfugl (Y)
- Sortspætte (Y)
- Hedelærke (Y)
- Rødrygget Tornskade (Y)

## §3-naturtyper
Af det samlede areal på 5572 hektar er de 1468 ha omfattet af naturbeskyttelseslovens § 3 fordelt på:
- 882 ha hede
- 289 ha mose
- 250 ha sø
- 30 ha overdrev
- 27 ha fersk eng

## Naturfredninger
Inden for området er der 4 større fredninger:
- Vrads Sande. 146 ha overvejende hedearealer. Fredet i 1968 [3].
- Salten Ådal. 328 ha afvekslende tunneldalslandskab på sydsiden af Salten Å – inkl. hedeområderne ved Bøgelund Banke og Svinsbjerg. Fredet i 1976.
- Tingdalsøerne. 333 ha med 4 store lobeliesøer, Rævsø, Grane Langsø, Kalgård Sø og Kongsø og omgivende plantager samt Kongsø Hede. Fredet i 1987 [4].
- Kolpendal Hede. 120 ha. åbent, fladt hedeareal i områdets vestende. Fredet i 1954.
- Desuden er et mindre område ved Torup Sø fredet.

## Iværksættelse
Natura 2000-planen er vedtaget i 2011, hvorefter kommunalbestyrelserne
og Naturstyrelsen udarbejdede bindende handleplaner for
gennemførelsen af planen. Planen videreføres og videreudvikles i senere planperioder.
Natura 2000-området ligger i Silkeborg- Ikast-Brande- og Horsens Kommuner, og naturplanen er koordineret med vandplanen for hovedvandoplandene Randers Fjord og Ringkøbing Fjord.

## Eksterne kilder og henvisninger
1. ↑  Miljøstyrelsen Midtjylland (juni 2023). "Naturplan 2022-2027  Natura 2000-område nr.   53 Sepstrup Sande, Vrads Sande, Velling Skov og Palsgård Skov" (PDF). mst.dk. Miljøstyrelsen. Arkiveret (PDF) fra originalen 31. maj 2024. Hentet 31. maj 2024.
2. ↑  
Miljøstyrelsen Midtjylland (november 2021). "Revideret basisanalyse 2022-2027  Natura 2000-område nr.  53 Sepstrup Sande, Vrads Sande, Velling Skov og Palsgård Skov" (PDF). mst.dk. Miljøstyrelsen. Arkiveret (PDF) fra originalen 31. maj 2024. Hentet 22. maj 2024.
3. ↑  Om Vradssandefredningen på fredninger.dk
4. ↑  Om fredningen af søerne
5. ↑  "Natura 2000-planlægning 2022-2027". mst.dk. Miljøstyrelsen. 2023. Arkiveret fra originalen 29. marts 2024. Hentet 11. maj 2024.

- Kort over området på miljoegis.mim.dk
- Plandokumenter for Natura 2000-områderne i Jylland Øst for perioden 2022-2027.